# 繸鮋
繸鮋（学名：Thysanichthys crossotus），又名皮鬚鮋，是輻鰭魚綱鮋形目鮋亞目鮋科的其中一種，為溫帶海水魚，分布於西北太平洋日本、台灣及東海海域，棲息深度120-130公尺，體長可達8.4公分，棲息在底層水域，生活習性不明。